# Wurlali
El mont Wurlali, també conegut com a mont Damar és un estratovolcà format per andesita que es troba a l'illa de Damar, dins el grup de les illes Barat Daya a la província de Maluku d'Indonèsia, al costat sud del mar de Banda. El seu cim s'eleva fins als 868 msnm.
Al volcà s'hi troben activitats fumaròliques amb dipòsits de sofre als cràters bessons del cim i als flancs sud-est. L'última erupció va tenir lloc el 1892.